# سودان IV
سودان IV (بالإنجليزية: Sudan IV)‏ هي صبغة ديازو تذوب في الدهون وتحمل الصيغة الجزيئية  (C24H20N4O) وتستخدم لصبغ الليبيدات والثلاثي غليسيريد والبروتينات الليبيدية في مقطع مجمد من شمع البرافين. وهي تمتلك مظهر بلورات بنية محمرة وتمتلك درجة انصهار 199° سليسيوس ومعدل امتصاص أعلى 520(357) نانومتر.